# Evelien Callens
Evelien Callens (Gand, 19 luglio 1984) è un'ex cestista belga.
Alta 187 cm, giocava come centro.

## Carriera
Già nel 1999 parte della nazionale belga cadette, la Callens entrò nella pallacanestro di alto livello venendo scelta da Nevada Las Vegas, che le diede la possibilità di giocare nel campionato NCAA. Nel 2004-05 è passata al Waregem, nel campionato belga e durante la stagione successiva al Dexia Namur. Dal 2006 gioca in Serie A1, con il Basket Spezia Club.
Dopo un biennio nella Liomatic Umbertide, passa alla Job Gate Napoli.
Nel 2007 è stata convocata per gli Europei in Italia con la maglia del Belgio.